# Борислав смеётся (фильм)
«Борислав смеётся» (другое название — «Восковые короли») — советский немой художественный фильм, снятый режиссёром Иосифом Рона в 1927 году на Одесской кинофабрике ВУФКУ.
Экранизация одноимённого романа украинского писателя Ивана Франко. Премьера фильма состоялась: 16 декабря 1927 года в Киеве и 11 июля 1930 года в Москве. 
Фильм не сохранился.

## Сюжет
Фильм о начале классовой борьбы в австрийской Галиции, о первых забастовках рабочих.
В 70-е годы XIX века на Галичине в окрестностях западноукраинского города Борислава были найдены залежи «земляного воска» — одного из продуктов переработки нефти. На работу в Борислав съезжается бедный люд. Владельцы промыслов устанавливают мизерную, нищенскую оплату за работу. Рабочие начинают забастовку. Руками наёмников хозяева производства похищают рабочую кассу, с помощью которой забастовщики поддерживали себя материально. В ответ на похищение кассы рабочие поджигают предприятие.

## В ролях
- Иван Замычковский — Ван-Гехт, химик
- Матвей Ляров — Харман, владелец промыслов
- Наталия Гебдовская — Варвара
- Юрий Шумский — Бенедио, каменщик
- Владимир Лисовский — Готлиб, сын Хармана
- Лидия Мациевская — Ривка, мать Готлиба
- Николай Надемский — дед Матвей, рабочий-счетовод
- Георгий Астафьев — брат Бассараб
- Николай Кучинский — брат Бассараб
- Леонид Барбэ — заводчик
- Александр Никитин — заводчик
- Иван Сизов — рабочий
- Осип Мерлатти — приказчик
- Н. Барсов — кассир
- П. Костенко — Деркач
- Александр Чуверов — Стасюра
- Раиса Рами-Шор — невеста
- П. Матвеенко — эпизод

## Съёмочная группа
- Режиссёр — Иосиф Рона
- Сценарий — Павел Нечеса
- Главный оператор — Иосиф Рона
- Художник-постановщик — Георгий Байзенгерц

## Рецензии
По мнению специалистов фильм поражал силой реализма, выходил за пределы простой иллюстрации к повести. Если учесть, что до революции произведения И. Франко были почти неизвестны на восточной Украине, фильм для многих стал первым знакомством с его известной повестью.